# かしおぺあ
かしおぺあは、オーシャンフェリーが運航していたフェリー。

## 概要
オーシャンフェリーの第一船として波止浜造船で建造され、1972年7月15日に千葉 - 徳島航路に就航した。1976年2月、オーシャンフェリーと東九フェリーが合併してオーシャン東九フェリーが発足、第三伊豆と改名されて、東京 - 徳島 - 小倉航路に就航した。1991年6月、おーしゃん いーすとの就航により引退した。
その後、1991年に海外売船にあたりIonian Expressと改名された上で、ギリシャのStrintzis Linesに売却され、改造を受けSUPERFERRYとして、1992年にエーゲ海航路に就航した。1993年以降はスウォンジー・コーク・フェリーに用船され、アイリッシュ海を横断する航路に就航した。2000年にギリシャに戻り、Strintzis Linesのリブランドによりブルースターフェリーの所属となり、BLUE AEGEANと改名して就航した。2002年にアイルランドのBriar Star Ltd.に売却され、再びSUPERFERRYとしてスウォンジー - コーク航路に就航した。2006年、エジプトのNamma International Tradingに売却され、MAHABBAHとなり、Namma Shipping Linesによって紅海で運航されている。

### 航路
オーシャンフェリー
- 東京港 - 千葉港　- 徳島港

あるばとろすと本船の2隻で運航された。就航当初は千葉港を発着していたが、後に東京港まで延長され千葉港は下り便のみ寄港となった。
オーシャン東九フェリー
- 東京港 - 徳島港 - 小倉港（日明埠頭）

Strintzis Lines
- ラフィナ（英語版） - アンドロス - ティノス - ミコノス
- パトラ - イグメニッツァ - アンコーナ

スウォンジー・コーク・フェリー
- スウォンジー - コーク

ブルースターフェリー
- ピレウス - シロス - ティノス - ミコノス

Namma Shipping Lines
- サファガ（英語版） - ジッダ

## 船内
船内は南国の持つ自然の美しさと溶け合うよう落ち着いた雰囲気のものとした。

### 船室
| クラス   | 部屋数                    | 定員  | 設備                       |
| -------- | ------------------------- | ----- | -------------------------- |
| 特別室   | 2名×2室                   | 4名   | バス・トイレ付 和・洋各1室 |
| 特等和室 | 2名×3室                   | 6名   |                            |
| 特等洋室 | 2名×5室                   | 10名  |                            |
| 一等和室 | 4名×10室 2名×20室         | 80名  |                            |
| 一等洋室 | 4名×20室                  | 80名  |                            |
| 特二等   | 14名×5室 13名×8室 5名×3室 | 189名 |                            |
| 二等室   |                           | 790名 |                            |

### 設備
最上階
- 展望室「スカイルーム」

航海甲板「プロムナード・デッキ」
- 特別室 スイートルーム和室「北斗」・洋室「シリウス」
- 特等室（洋室2名×2室・和室2名×3室）
- エントランスホール
- レストラン「かしおぺあ」
- グリル「ミケランジェロ」
- 和食堂「びざん」

A甲板「パッセンジャー・デッキ」
- 特等室 特別洋室（2名×3室）
- 1等室（洋室4名×20室・和室5名×12室・3名×20室）
- 特2等室（17名×11室・14名×2室・8名×4室）
- 2等室
- エントランスホール
- 受付・案内所
- 売店・ショーケース
- ラウンジ

B甲板「ドライバー・デッキ」
- 2等室
- ドライバー室

E甲板「レクリエーション・デッキ」
- ダンスホール
- ゲームコーナー
- カードルーム
- サウナ・大浴場